# Howzat
Howzat is een nummer van de Australische band Sherbet uit 1976. Het is de eerste single van hun gelijknamige album.
"Howzat" is de grootste hit die Sherbet gescoord heeft, vooral buiten hun thuisland Australië. De leden van Sherbet zochten een goede titel voor het nummer, en aangezien sommige leden van de band van cricket hielden, koos de band voor de titel "Howzat", een term die bij cricket veel gebruikt wordt. Het nummer wordt dan ook geregeld bij cricket wedstrijden gespeeld. "Howzat" werd een nummer 1-hit in Australië. In de Nederlandse Top 40 haalde het de 6e positie, en in de Vlaamse Radio 2 Top 30 de 13e.

## NPO Radio 2 Top 2000
| Nummer met noteringen in de NPO Radio 2 Top 2000 | '99  | '00 | '01  | '02  |
| ------------------------------------------------ | ---- | --- | ---- | ---- |
| Howzat                                           | 1619 | -   | 1845 | 1724 |

1. ↑  Een '-' betekent dat het nummer niet was genoteerd en een vetgedrukt getal geeft de hoogste notering aan.
2. ↑  Deze tabel is bijgewerkt tot en met de laatste editie (2024).